# Neuville-au-Plain
Pour les articles homonymes, voir Neuville.
Neuville-au-Plain est une commune française, située dans le département de la Manche en région Normandie, peuplée de 84 habitants.

## Géographie

### Localisation
Neuville-au-Plain est une commune de l'est de la presqu'île du Cotentin située à 3 km au nord de Sainte-Mère-Église, 15 km de Valognes, 35 km de Cherbourg et 50 km de Coutances et de Saint-Lô.
Les communes limitrophes sont Fresville, Sainte-Mère-Église et Picauville.

### Géologie et relief
La commune fait partie du Plain, bas plateau de calcaire argileux, souvent tapissé de limon.
Le point culminant de la commune est au lieu-dit les Vienvilles, à l'est, en limite communale, à vingt-sept mètres d'altitude. Les prés avoisinant le Merderet descendent jusqu'à deux mètres d'altitude.

### Hydrographie
Les principaux cours d'eau sont : le Merderet (tributaire de la Douve) et ses nombreux affluents : le ruisseau du Brocq, le ruisseau de la Vallée de Misère.
La commune est située dans le bassin Seine-Normandie. Elle est drainée par le Merderet, le Brocq et le fossé 01 de la commune de Neuville au Plain,,.
Le Merderet, d'une longueur de 36 km, prend sa source dans la commune de Tamerville et se jette dans la Douve en limite de Beuzeville-la-Bastille et de Sainte-Mère-Église, après avoir traversé 17 communes.

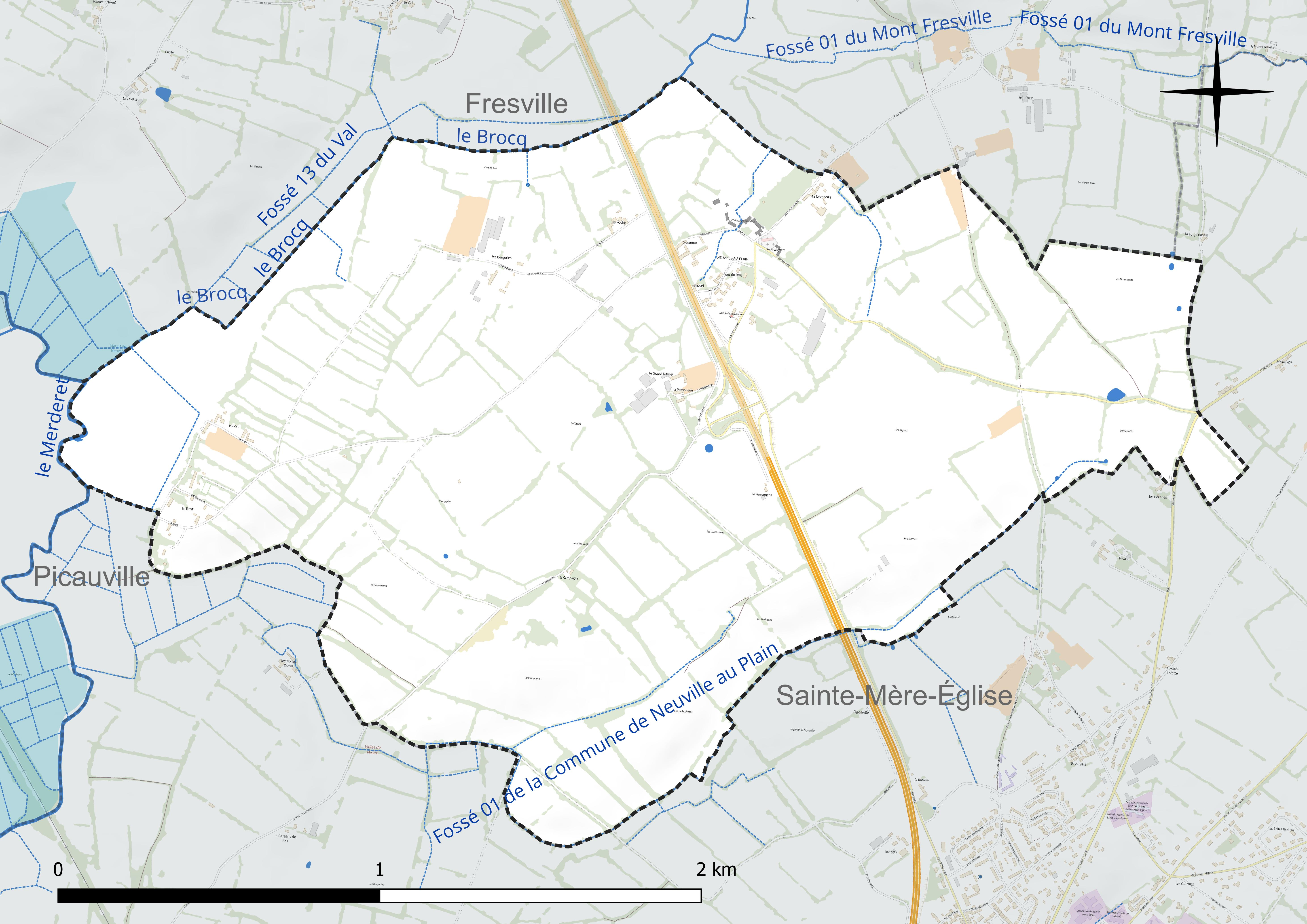
Réseau hydrographique de Neuville-au-Plain.

### Climat
Pour des articles plus généraux, voir Climat de la Normandie et Climat de la Manche.
En 2010, le climat de la commune est de type climat océanique franc, selon une étude du CNRS s'appuyant sur une série de données couvrant la période 1971-2000. En 2020, Météo-France publie une typologie des climats de la France métropolitaine dans laquelle la commune est exposée à un climat océanique et est dans la région climatique  Normandie (Cotentin, Orne), caractérisée par une pluviométrie relativement élevée (850 mm/a) et un été frais (15,5 °C) et venté. Parallèlement le GIEC normand, un groupe régional d’experts sur le climat, différencie quant à lui, dans une étude de 2020, trois grands types de climats pour la région Normandie, nuancés à une échelle plus fine par les facteurs géographiques locaux. La commune est, selon ce zonage, exposée à un « climat maritime », correspondant au Cotentin et à l'ouest du département de la Manche, frais, humide et pluvieux, où les contrastes pluviométrique et thermique sont parfois très prononcés en quelques kilomètres quand le relief est marqué.
Pour la période 1971-2000, la température annuelle moyenne est de 11,3 °C, avec une amplitude thermique annuelle de 10,5 °C. Le cumul annuel moyen de précipitations est de 661 mm, avec 12,8 jours de précipitations en janvier et 6,8 jours en juillet. Pour la période 1991-2020, la température moyenne annuelle observée sur la station météorologique la plus proche, située sur la commune de Sainte-Marie-du-Mont à 9 km à vol d'oiseau, est de 11,6 °C et le cumul annuel moyen de précipitations est de 890,0 mm,. Pour l'avenir, les paramètres climatiques de la commune estimés pour 2050 selon différents scénarios d’émission de gaz à effet de serre sont consultables sur un site dédié publié par Météo-France en novembre 2022.

### Paysages
L'habitat dispersé et le bocage à mailles irrégulières (alternance de parcelles de tailles variées), rendent l'arbre omniprésent (comme partout en Normandie occidentale), bien que les bois soient inexistants (excepté le parc du château de Grandval), ménageant de nombreux chemins creux. Le nord-ouest de la commune, enfin, est bordé de marais, jouxtant le Merderet et les ruisseaux tributaires.

## Urbanisme

### Typologie
Au 1er janvier 2024, Neuville-au-Plain est catégorisée commune rurale à habitat dispersé, selon la nouvelle grille communale de densité à sept niveaux définie par l'Insee en 2022.
Elle est située hors unité urbaine et hors attraction des villes,.

### Occupation des sols
L'occupation des sols de la commune, telle qu'elle ressort de la base de données européenne d’occupation biophysique des sols Corine Land Cover (CLC), est marquée par l'importance des territoires agricoles (100 % en 2018), une proportion identique à celle de 1990 (100 %).
La répartition détaillée en 2018 est la suivante : prairies (43,9 %), zones agricoles hétérogènes (28,8 %), terres arables (27,3 %).

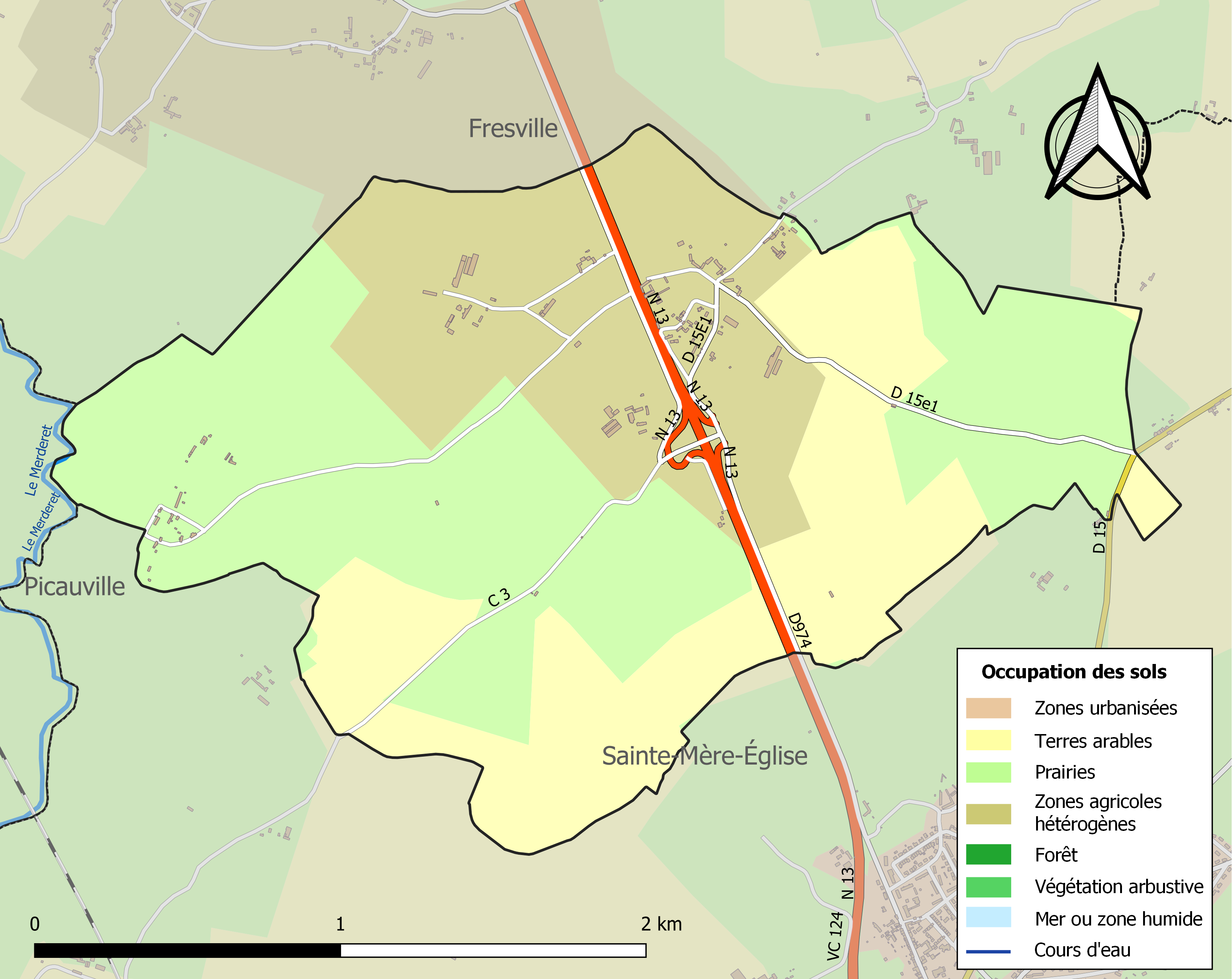
Carte des infrastructures et de l'occupation des sols de la commune en 2018 (CLC).

L'évolution de l’occupation des sols de la commune et de ses infrastructures peut être observée sur les différentes représentations cartographiques du territoire : la carte de Cassini (XVIIIe siècle), la carte d'état-major (1820-1866) et les cartes ou photos aériennes de l'IGN pour la période actuelle (1950 à aujourd'hui).

### Morphologie urbaine
La faible densité de la commune (vingt-trois habitants par km2) est à mettre en relation avec le dépeuplement précoce du Plain, remontant au milieu du XVIIe siècle et quasiment continu depuis.
De petite taille, le territoire communal est réparti entre plusieurs hameaux de quelques maisons, desquels le chef-lieu, Neuville, se distingue par son église, son cimetière, le presbytère et son château. Le chef-lieu est assez excentré au nord de la commune. La N 13 coupe en deux la commune du pont de Neuville au nord au lieu-dit les Herbages au sud.

### Lieux-dits, hameaux et écarts
Les principaux hameaux, fermes ou écarts sont : Vau-du-Bois (mairie), Grasmont, la Roche (petit château du XIXe siècle), les Bergeries, le Port et le Brot, face aux marais de Neuville, la Campagne, la Perrinerie, le Grand Hamel, Brusel et les Licornets.

## Toponymie
Le nom de la localité est attesté sous les formes Novilla au XIIe siècle, Novus-Vicus sans date.
Le déterminant locatif, -au-Plain, fait référence à un petit territoire qui avait autrefois formé le doyenné du Plain. Cette appellation est issue de l'ancien français plain « pleine campagne, plaine ». Voir également Angoville-au-Plain et Beuzeville-au-Plain.

## Histoire

### Antiquité
La commune est située sur une voie romaine.

### Moyen Âge
En 1207 Philippe Auguste donne le village à l'évêque de Bayeux. L'abbé du Vœu était baron de Sainte-Geneviève, ainsi que de Neuville et de Cherbourg.
La paroisse eut pour seigneur la famille Andrey qui détenait également les seigneuries de Fontenay et de Baudienville (Sainte-Mère-Église).

### Époque contemporaine

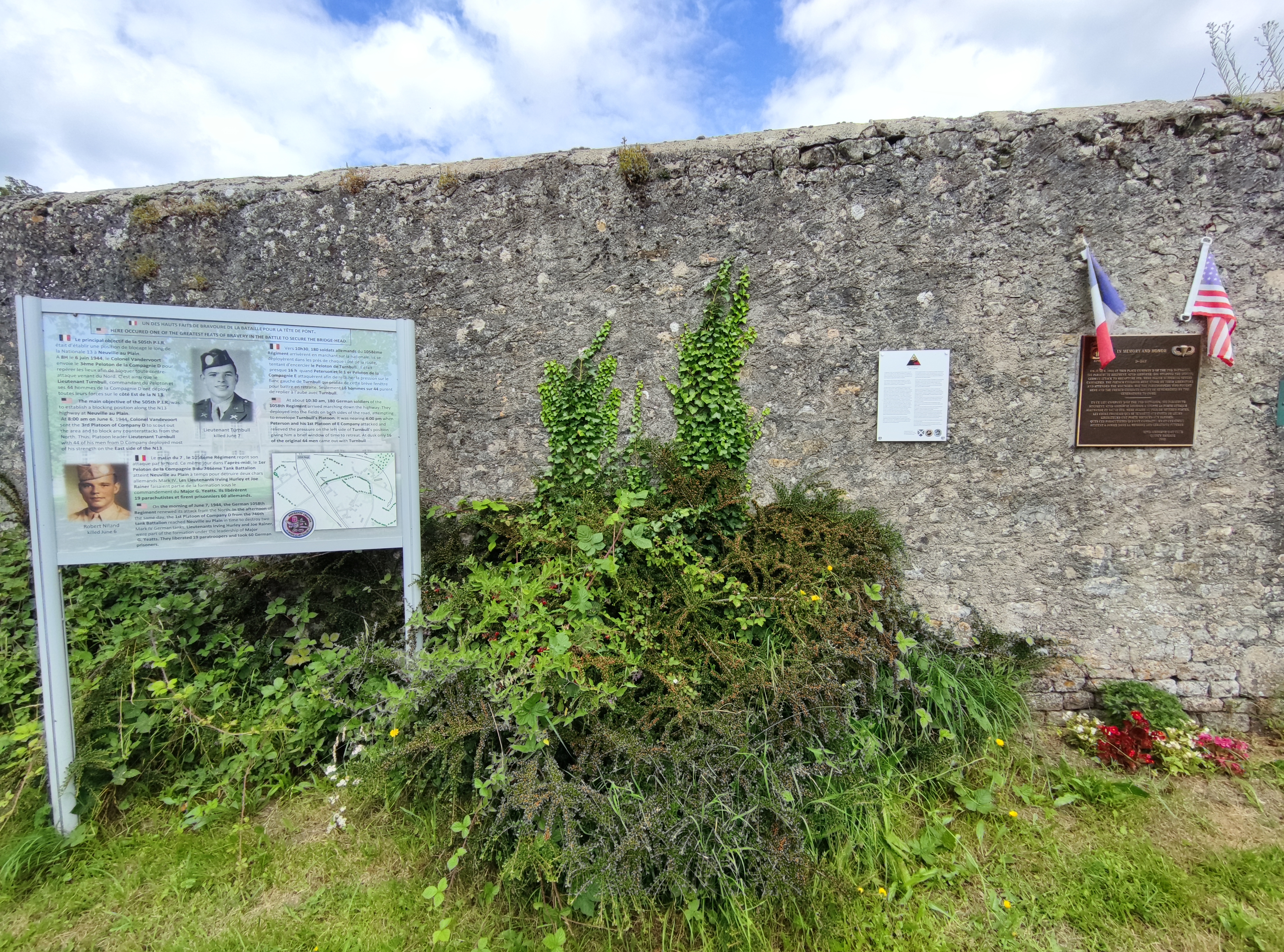
Mémoriaux et plaques à la mémoire des soldats et unités américaines ayant combattu dans ou aux alentours de la commune en juin 1944.

Le 6 juin 1944, des combats opposent des éléments de la 82e division aéroportée américaine à une contre-attaque allemande pour reprendre Sainte-Mère-Église. La défense d'une section de parachutistes pendant plusieurs heures permettra aux troupes américaines de préparer la défense de la ville. Robert Niland, un des frères Niland y meurt en couvrant la retraite de ses camarades.

## Politique et administration
| Période                                  | Période    | Identité         | Étiquette | Qualité |
| ---------------------------------------- | ---------- | ---------------- | --------- | ------- |
| avant 1981                               | 1989       | Camille Duchemin |           |         |
| 1989                                     | avril 2014 | André Pouthas    | SE        |         |
| avril 2014                               | En cours   | Florence Bérot   | SE        |         |
| Les données manquantes sont à compléter. |            |                  |           |         |

## Population et société

### Démographie
L'évolution du nombre d'habitants est connue à travers les recensements de la population effectués dans la commune depuis 1793. Pour les communes de moins de 10 000 habitants, une enquête de recensement portant sur toute la population est réalisée tous les cinq ans, les populations de référence des années intermédiaires étant quant à elles estimées par interpolation ou extrapolation. Pour la commune, le premier recensement exhaustif entrant dans le cadre du nouveau dispositif a été réalisé en 2008.
En 2022, la commune comptait 84 habitants, en évolution de −7,69 % par rapport à 2016 (Manche : −0,31 %, France hors Mayotte : +2,11 %).
| 1793 | 1800 | 1806 | 1821 | 1831 | 1836 | 1841 | 1846 | 1851 |
| ---- | ---- | ---- | ---- | ---- | ---- | ---- | ---- | ---- |
| 210  | 193  | 246  | 251  | 224  | 242  | 296  | 312  | 294  |

| 1856 | 1861 | 1866 | 1872 | 1876 | 1881 | 1886 | 1891 | 1896 |
| ---- | ---- | ---- | ---- | ---- | ---- | ---- | ---- | ---- |
| 284  | 290  | 287  | 255  | 227  | 236  | 231  | 216  | 200  |

| 1901 | 1906 | 1911 | 1921 | 1926 | 1931 | 1936 | 1946 | 1954 |
| ---- | ---- | ---- | ---- | ---- | ---- | ---- | ---- | ---- |
| 183  | 170  | 142  | 142  | 134  | 136  | 149  | 149  | 161  |

| 1962 | 1968 | 1975 | 1982 | 1990 | 1999 | 2006 | 2008 | 2013 |
| ---- | ---- | ---- | ---- | ---- | ---- | ---- | ---- | ---- |
| 135  | 150  | 112  | 92   | 88   | 94   | 106  | 109  | 98   |

| 2018 | 2022 | - | - | - | - | - | - | - |
| ---- | ---- | - | - | - | - | - | - | - |
| 90   | 84   | - | - | - | - | - | - | - |

### Cultes
Jusqu'à la Révolution, la paroisse a relevé du diocèse de Bayeux et du doyenné de Trévières, et forma avec celles de Sainte-Mère-Église, Chef-du-Pont, Lieusaint et Vierville, l'exemption de Cotentin ou l'exemption de Sainte-Mère-Église.
Aujourd'hui, la paroisse est rattachée au diocèse de Coutances et Avranches, à l'archidiaconé Centre, doyenné des Marais et des Havres, paroisse Notre-Dame-de-la-Paix.

## Économie
La commune se situe dans la zone géographique des appellations d'origine protégée (AOP) Beurre d'Isigny et Crème d'Isigny.

## Culture locale et patrimoine

### Lieux et monuments

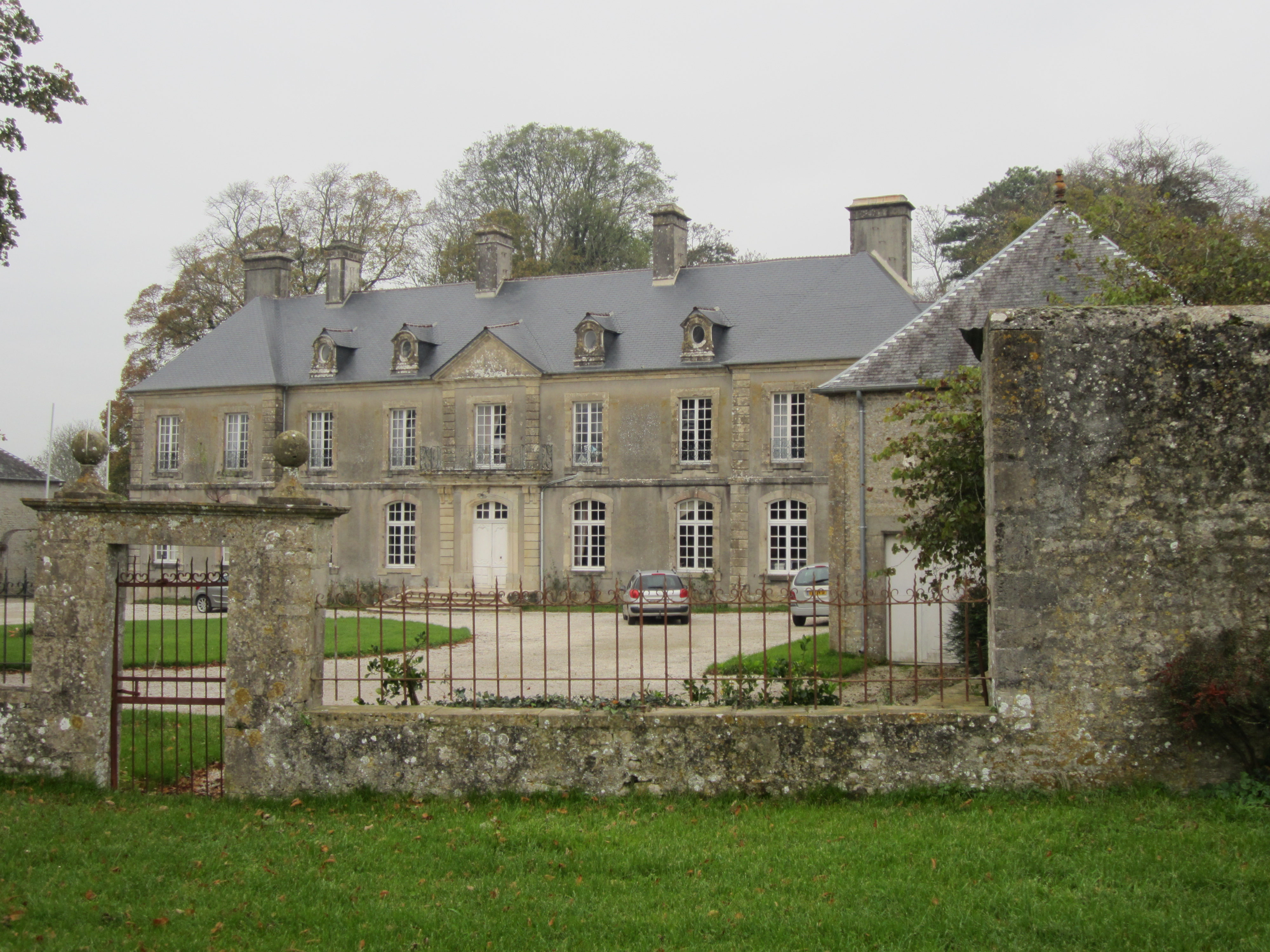
Le château de Grandval.

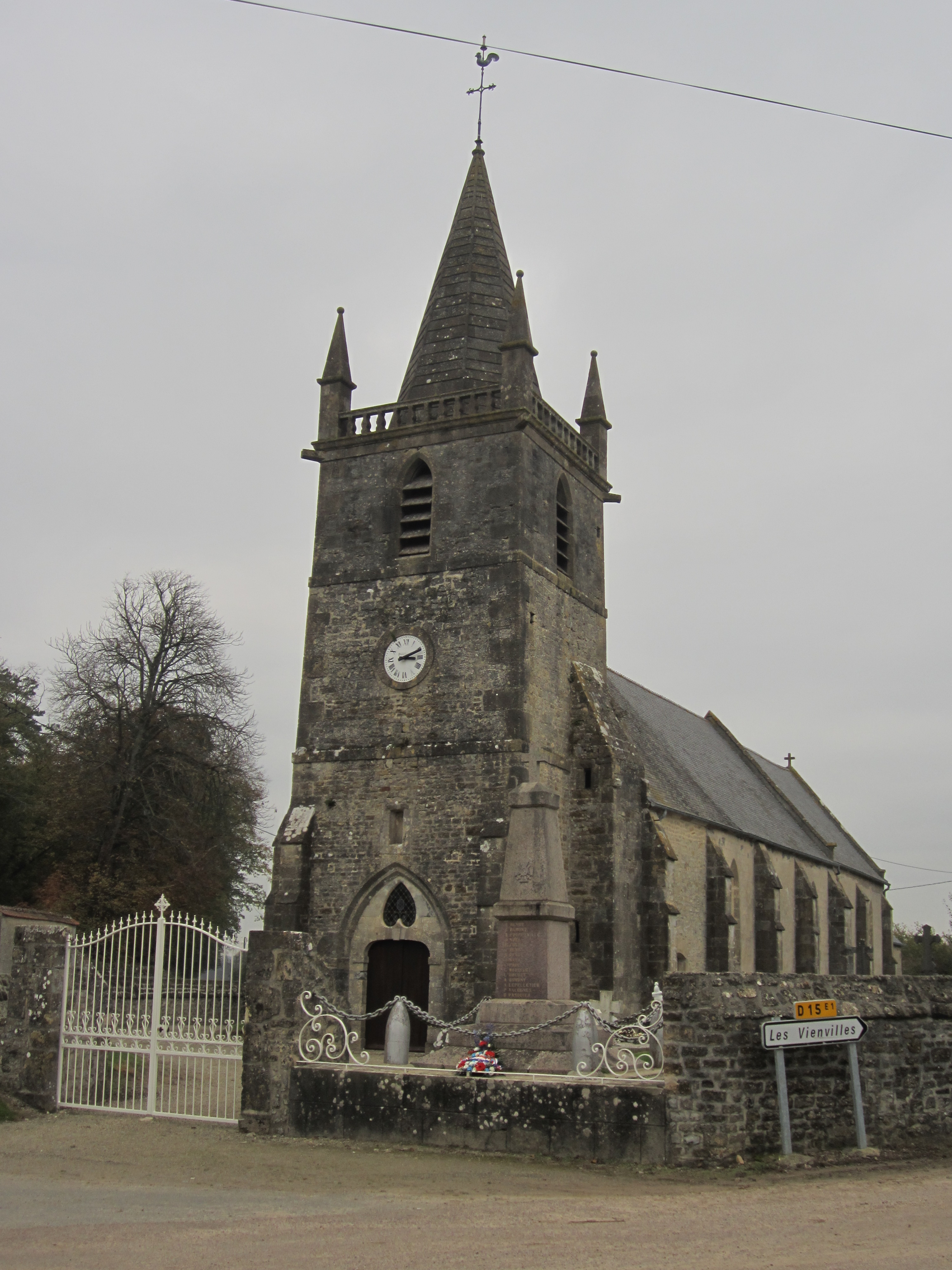
L'église Sainte-Marguerite.

- Église Sainte-Marguerite des XIVe – XVIIe siècles inscrite en 1986 à l'Inventaire général du patrimoine culturel[28] et son cimetière. Le chœur et l'arc triomphal sont du XIIIe siècle, le chœur a été transformé au XVIe et XVIIe siècles. La tour avec petite flèche en pierre, en façade de la nef porte une inscription : DOM 1698.

Elle abrite un maître-autel du XVIIIe, un bénitier du XVIe, une chaire à prêcher du XVIIIe, un groupe sculpté Vierge de Pitié du XVe, un tableau Adoration des mages du XIXe, deux statues de sainte Marguerite du XVe et XVIe, un saint Jean Baptiste du XVIe, une Vierge à l'Enfant du XVIe et quatre panneaux à épitaphes du XVIIIe) en bois polychrome avec des écus doubles timbrés d'une couronne de marquis et supportés par deux lions affrontés :
1. Le premier panneau porte les armes de Jacques Andrey de Fontenay (décédé le 16 avril 1696, âgé de 82 ans) : de sable au sautoir d'argent cantonné aux 1 et 4 d'un croissant du même et aux 2 et 3 d'une molette d'éperon d'or et de son épouse (2 juillet 1650), Françoise Scelles (décédée le 26 avril 1703, dans sa 83e année) : de gueules à trois boucles d'or.
2. Le second, celles de Charles-Claude Andrey de Fontenay et de son épouse (30 novembre 1679), Marie-Madeleine de Fontaines Cardonville (décédée le 4 juillet 1746, âgée de 88 ans) : d'or à la bande d'azur et de leur fille Élisabeth Andrey de Fontenay (décédée le 11 août 1729, âgée de 46 ans).
3. Le troisième, celles de Charles-Alexandre Le Fèvre : d'azur à la fasce d'or accompagnée de deux croix fleurdelysées d'or en chef et d'une rose d'argent en pointe, et de son épouse (27 novembre 1723), Françoise-Hilaire Andrey de Fontenay, décédée le 6 juillet 1763, dans sa 82e année.
4. Le quatrième et dernier panneau, celles de François-César Andrey de Fontenay, décédé le 23 mars 1764, dans sa 69e année, et de son épouse (21 mai 1729), Charlotte-Thérèse du Mesnileurry : de sable fretté de six pièces d'argent[29].

- Château de Grandval du XVIIIe siècle, inscrit au titre des monuments historiques depuis le 6 septembre 1993[30], et inscrit à l'IGPC en 1986[31].
- Château de Grammont du XVIIIe siècle.
- Château de la Roche, construit en 1888 par la famille Duchemin.
- Ferme-manoir du Grand Hamel des XVIe – XVIIIe siècles, inscrite à IGPC[32].
- Ancien presbytère des XVIIIe – XIXe siècles inscrit à l'IGPC[33].
- Les Bergeries.
- Croix de chemin au Grand Hamel des XVIe – XVIIIe siècles, et croix de cimetière du XVIIe siècle inscrites à IGPC[34].
- Plaque commémorant les combats de la compagnie D du 2e bataillon du 505e régiment d'infanterie parachutiste de la 82e Airborne.

### Héraldique
| Blason de Neuville-au-Plain | Blason  | De sable au sautoir d'argent cantonné, en chef et en pointe, d'un croissant du même et, à dextre et à senestre, d'une molette d'éperon d'or. |
| Blason de Neuville-au-Plain | Détails | Non officiel. |